# Strana svobody a spravedlnosti
Strana svobody a spravedlnosti (arabsky حزب الحرية والعدالة‎) je islamistická politická strana v Egyptě. Má silné vazby na Muslimské bratrstvo, které oznámilo její založení 21. února 2011 v návaznosti na egyptskou revoluci v roce 2011. K oficiálnímu založení pak došlo 30. dubna 2011.
V egyptských parlamentních volbách, konajících se po etapách na přelomu let 2011 a 2012, získala strana 235 z 498 křesel v dolní komoře egyptského parlamentu, což činí něco nad 47 % mandátů.
Z egyptských islamistických stran se prezentuje jako nábožensky umírněnější. Údajně[zdroj?] podporuje kapitalismus, je ochotna v některých vysokých funkcích tolerovat ženy (viz článek Ženská práva) nebo Kopty (viz článek Náboženství v Egyptě), ovšem za základ ústavního práva v egyptské republice považují islámské právo Šaría, což se při zasedání parlamentu projevilo např. tím, že někteří poslanci zpočátku odmítali z důvodu náboženského přesvědčení složit přísahu podle předepsané formulace.